# Слип-джига
Слип-джига или хоп-джига (англ. Slip jig, англ. hop jig) — стиль в ирландской музыке и танцы, которые танцуются под такую музыку. Ритм мелодии слип-джиги — 9/8.
До 1950-х годов проводились соревнования по исполнению слип-джиги как среди мужчин, так и среди женщин; на данный момент считается женским танцем. На слип-джиге сделан сильный акцент в шоу Riverdance.